# 张家祺
张家祺（1992年9月3日—）是中国足球运动员，身材高大而且奔跑能力出众，主要司职后腰，目前效力于法乙勒芒足球俱乐部。
2008年，张家祺自费以留学方式去法国多个俱乐部参加试训，2009年获得勒芒认可，2010年签订了职业实习合同获得了法国的工作签证，正式进入俱乐部U-19梯队，此后更成为预备队的队长。2011年6月，张家祺签订了为期三年的职业球员合同，提前一年从预备队进入一线队。